# Zigana-Pass
Der Zigana-Pass (türkisch Zigana Geçidi) ist ein Gebirgspass im Zigana-Gebirge, einem Gebirgszug des Ostpontischen Gebirges in der nordtürkischen Provinz Gümüşhane.
Die Passhöhe liegt bei 2032 m.
Die Europastraße 97 / Fernstraße D885 führt durch einen 1702 m langen Tunnel unter der Passhöhe hindurch. 2023 wurde der 14.467 m lange Yeni-Zigana-Tunnel eröffnet, der den Weg über den Pass stark verkürzt. Sie verbindet die Städte Trabzon an der Schwarzmeerküste und Torul in Zentralanatolien miteinander.
Die Straße führt nach Norden durch das Flusstal des Değirmendere. Im Süden liegt Torul im Tal des Harşit Çayı.